# نيكولاس كويل
نيكولاس كويل (بالإنجليزية: Nicholas Cowell)‏ هو شخصية أعمال بريطاني، ولد في 7 مارس 1961 في Elstree ‏ في المملكة المتحدة.

## وصلات خارجية
- نيكولاس كويل على موقع IMDb (الإنجليزية)